# Culpeper's Orchard
Culpeper’s Orchard var et dansk rockband, dannet i 1970 af Cy Nicklin, sang og guitar, Nils Henriksen, guitar, piano, kor, Michael Friis, bas, orgel og Rodger Barker trommer. Det skiftede i 1976 navn til Culpeper, hvor Thomas Puggaard-Müller spillede guitar og Gary Nicklin medvirkede som korsanger, lavede lyd live og var producer.
Set i bakspejlet var Culpeper’s Orchard et band, der på få år rekrutterede navne som Nils Henriksen, Niels Vangkilde, Thomas Puggard-Müller, Nils Tuxen, Ken Gudman, Rodger Barker, Tom McEwan, Thor Backhausen og Michael Friis af international klasse. I de senere år har udenlandske Rock-magasiner opdaget det potentiale, Culpeper’s Orchard var i besiddelse af, og de er blevet sammenlignet med nogle af de største engelske og amerikanske navne fra samme tidspunkt.

## Historie
Englænderen Cy Nicklin dannede Culpeper’s Orchard (dansk: Culpepers frugthave) i 1970. Navnet stammer fra botanikeren Nicholas Culpeper (1616-1654). Bandets debutkoncert var i biografen Dagmar d. 30. januar 1970. Efter at have opnået pæn succes som live-band debuterede de på LP i 1971. Pladen, hvis titel blot er synonymt med bandets navn, præsenterer en blanding af progressiv psykedelisk rock, folk og country, hvor vokalharmonierne i de stille numre kunne minde om Crosby, Stills, Nash & Young. Allerede på næste udgivelse Second Sight fra 1972 var Barker udskiftet med den evigt søgende Ken Gudman på trommerne, uden at dette ændrede lydbilledet væsentligt. Satisfied Mind er muligvis en ret traditionel country melodi, men den blev et usædvanligt populært sing-along nummer, bl.a. på de første Roskilde-festivaler. Få måneder efter udgav de deres tredje album, Going for a Song, hvor Niels Vangkilde, guitar, Nils Tuxen, steelguitar og Tom McEwan, trommer havde afløst Henriksen og Gudman. I 1976 ændrede de navn til Culpeper og turnerede flittigt, men udgav blot 1 LP ('All Dressed up and Nowhere to Go') under dette navn.

## Diskografi

### Culpeper’s Orchard (1971: Polydor 2380 006 - 1995: Genudgivelse på cd Polydor, Tyskland - 2019: Genudgivelse på vinyl)

#### Besætning
- Michael Friis: bas, orgel, fløjte, piano, percussion
- Rodger Barker: trommer, percussion
- Nils Henriksen: guitar, piano, vokal, cembalo
- Cy Nicklin: vokal, guitar, percussion, banjo

#### Spor
1. Banjocul — 0:46
2. Mountain Music Part 1 — 6:26
3. Hey You People — 1:29
4. Teaparty for an Orchard — 6:09
5. Ode to Resistance — 5:53
6. Your Song & Mine — 5:34
7. Gideon's Trap — 5:44
8. Blue Day's Morning — 2:12
9. Mountain Music Part 2 — 7:33

### Second Sight (1972: Polydor 2380 019 - 1995: Genudgivelse på cd Polydor, Tyskland - 2019: Genudgivelse på vinyl)

#### Besætning
- Cy Nicklin: sang, guitar, mandolin
- Nils Henriksen: guitar
- Michael Friis: bas, orgel, piano, sitar, sang
- Ken Gudman: trommer

#### Spor
1. Julia – 3:17
2. Keyboard Waltz – 4:24
3. Classified Adds – 4:13
4. Late Night Woman Blues – 6:39
5. Mind Pollusion / Weather Report – 9:35
6. Autumn Of It All – 4:07
7. Satisfied Mind – 6:00

### Going for a Song (1972: Polydor 2380 020 - 2018: Genudgivelse på vinyl)

#### Besætning
- Cy Nicklin: sang, guitar, mandolin
- Niels Vangkilde: Singleguitar
- Michael Friis: bas, fløjte, piano,
- Tom McEwan: trommer, sang
- Nils Tuxen: Steel Guitar (Pedal), sang.

#### Spor
1. Trying To Find Home 	3:32
2. She's Back Again 	3:13
3. Good Days 	2:25
4. Alone In Pain 	4:07
5. Time Flies 	6:12
6. Sailor 	6:15
7. Couldn't Be Better 	4:10
8. Roger And Out 	3:48
9. Before It Begun 	2:50
10. New Day, New Day 	1:33

### All Dressed up and Nowhere to Go (1977 Sonet – SLP 1558)
Udgivet med navnet skrevet blot Culpeper på coveret. Det anses af nogle for at være en ambitiøs produktion, der – sammen med samtidige Made in Sweden – skulle stå som noget af det ypperste i skandinavisk jazz-rock. Stemningen brydes dog på det afsluttende nummer, Sad Decline, hvor A-stykket som vanligt er sunget af Cy Nicklin, mens B-stykket er sunget af Tom McEwan. Det er en vemodig countryblues–inspireret sang, som kan minde om tidlig Culpeper’s Orchard.[kilde mangler]

#### Besætning
- Cy Nicklin - Lead Vocals, Acoustic Guitar, Electric Guitar, Backing Vocals
- Thomas Puggaard-Müller - Lead Guitar, Pedal Steel Guitar
- Michael Friis - Bass, Keyboards, Backing Vocals
- Tom McEwan - Drums, Percussion, Vocals, Backing Vocals
- Gary Nicklin - Backing Vocals
- Stig Kreutzfeldt - Backing Vocals
- Format: Vinyl, LP, Album 1977.

#### Spor
1. Somewhere Near You, 3:54, musik – Cy Nicklin
2. Moontime, 4:50, musik – Cy Nicklin , Michael Friis
3. Winners And Losers, 3:45, musik – Cy Nicklin
4. Prelude, 5:51, musik – Cy Nicklin
5. Who Feeds The City, 5:05, musik – Michael Friis
6. At The Speed Of Sound, 3:27, musik – Cy Nicklin
7. It's All Done By Mirrors, 1:44, musik – Thomas Puggaard-Müller
8. Sad Decline, 8:22, musik – Cy Nicklin

## Eksterne links
- Culpeper's Orchard på Allmusic
- Culpeper's Orchard på Discogs
- Culpeper's Orchard på MusicBrainz
- Culpeper's Orchard på Prog Archives
- Culpeper's Orchard på Last.fm